# Chelonus sassacus
Chelonus sassacus är en stekelart som beskrevs av Henry Lorenz Viereck 1917. Chelonus sassacus ingår i släktet Chelonus och familjen bracksteklar. Inga underarter finns listade i Catalogue of Life.